# Albert Divo
Albert Divo   (París, 24 de gener de 1895 - Morsang-sur-Orge, 19 de setembre de 1966), originalment nomenat Albert Eugène Diwo, fou un pilot d'automobilisme nascut a París, França. L'any 1922 Divo va competir el Trofeu Internacional de Resistència de Turismes de l'any 1922
Va assolir la seva primera victòria al CIRCUIT DE VILAFRANCA DEL PENEDÈS el 21 d'octubre de 1923 al III GRAN PREMI PENYA RHIN conduint un Talbot-Darracq. Una setmana després, el 28 d'octubre va sumar un altre victòria al volant d'un Sunbeam al Gran Premi d'Espanya de l'any 1923 disputat a l'Autòdrom de Terramar.
L'any 1924 va passar a conduir per Delage i va acabar segon pel darrere de Giuseppe Campari en el Gran Premi d'Europa disputat a Lió. El següent any va guanyar dues curses, el GP de França a l'Autòdrom de Montlhéry i el Gran Premi d'Espanya al Circuit de Lasarte. L'any 1926 va finalitzar tercer en el Gran Premi de Gran Bretanya disputat a Brooklands.
Albert Divo va ser un dels fundadors del Club International des Anciens Pilotes de Grand Prix F1 l'any 1962 a Villars-sur-Ollon, Suïssa. Va morir l'any 1966 i fou cremat al cementiri de Morsang-sur-Orge prop de París.

## Principals victòries
- 1923 - III Gran Premi Penya Rhin - Circuit de Vilafranca del Penedès - Talbot-Darracq
- 1923 - Gran Premi d'Espanya (Sunbeam)
- 1925 - Gran Premi d'Espanya, Gran Premi de França (Delage)
- 1926 - GP du Salon (Talbot)
- 1927 - ACF Libre (Talbot)
- 1928 - Targa Florio
- 1929 - Targa Florio